# Carl Höök
Carl Robert Höök, född 6 september 1848 i Stockholm, död 1 februari 1927 i Rasbokil, var en svensk godsägare och riksdagsman.
Höök var godsägare i Edeby i Uppsala län. Han var även politiker och ledamot av riksdagens andra kammare 1903–1905. Han var ordförande i Rasbokils sockenstämma och nämnd samt i Vaksala och Rasbo hushållningsnämnd.